# 内卡河畔奥伯恩多夫
内卡河畔奥伯恩多夫（德語：Oberndorf am Neckar，發音：[ˈoːbɐndɔʁf ʔam ˈnɛkaʁ]）是德国巴登-符腾堡州弗赖堡行政区罗特韦尔县的城市，面积55.92平方千米，2023年12月31日人口为14,684人。